# Adeonellopsis coscinophora
Adeonellopsis coscinophora är en mossdjursart som först beskrevs av Reuss 1848.  Adeonellopsis coscinophora ingår i släktet Adeonellopsis och familjen Adeonidae. Inga underarter finns listade i Catalogue of Life.